# Родригес Трухильо, Хесус
Хесу́с Ива́н Родри́гес Трухи́льо (исп. Jesús Iván Rodríguez Trujillo; род. 21 мая 1993, Тустла-Гутьеррес) — мексиканский футболист, вратарь клуба «Селая».

## Клубная карьера
Родригес — воспитанник клуба Пуэбла. 8 июля 2014 года в поединке Кубка Мексики против «Селая» он дебютировал за основной состав. В 2015 году Хесус на правах аренды перешёл в «Кафеталерос де Чьяпас», но так и не дебютировал за основной состав. В 2016 году игрок был арендован клубом «Чьяпас». 9 марта в матче Кубка Мексики против «Веракрус» он дебютировал за команду. По окончании аренды Родригес вернулся в «Пуэблу». 11 ноября 2018 года в матче против УАНЛ Тигрес он дебютировал в мексиканской Примере.